# Rada Miasta Krakowa
Rada Miasta Krakowa (także Rada Stołecznego Królewskiego Miasta Krakowa) – samorządowy organ władzy uchwałodawczej w Krakowie, sprawujący także funkcje kontrolne, złożony z radnych pochodzących z wyboru, działający na podstawie przepisów o samorządzie gminnym oraz o samorządzie powiatowym.

## Do 1945
Rada miejska w Krakowie po raz pierwszy jest wzmiankowana w źródłach pod datą 1264. Najprawdopodobniej istniała już wcześniej (co najmniej od momentu lokacji Krakowa w 1257), obok wójta i ławy. Początkowo jej kompetencje były niewielkie. Dominujące znaczenie w mieście zdobyła dopiero po buncie wójta Alberta, gdy Władysław Łokietek ograniczył rolę wójtów oraz przeniósł ciężar zarządzania miastem na radę, którą powołał spośród swoich stronników.
Rajcy miejscy byli mianowani odtąd przez pewien czas przez króla, później przed dotychczasową radę. Początkowo kadencja radnych trwała rok, później jednak (co najmniej od 1. połowy XV w.) funkcję tę pełniono dożywotnio. Zwiększała się też stopniowo liczba rajców (pierwotnie było ich 6, na początku XV w. 8, a jeszcze w tym stuleciu wykształciła się praktyka funkcjonowania obok 8-osobowej rady urzędującej także 16-osobowej rady starej, które wspólnie obradowały nad najważniejszymi sprawami miasta). Różnie kształtowały się warunki, które należało spełnić aby ubiegać się o ten urząd, od XVI w. niezbędnym wymogiem było uprzednie pełnienie funkcji ławnika miejskiego.
Rada miejska początkowo zarządzała miastem (m.in. kwestiami finansowymi czy porządkowymi), stopniowo przejmowała również od ławy miejskiej funkcje sądownicze. Obradom rady przewodniczył burmistrz, reprezentujący także radę na zewnątrz i wykonujący uchwały rady, którą to funkcję pełnili kolejno wszyscy radni, zmieniając się co sześć tygodni. Jego kompetencje stopniowo powiększały się, zyskał m.in. pewne uprawnienia sądownicze. Duża liczba spraw w kompetencji rady powodowała wykształcanie się w jej ramach dalszych funkcji, m.in. lonerów zarządzających finansami miasta. Podlegali jej też urzędnicy kancelarii radzieckiej (pisarze, sekretarze), syndycy (reprezentujący interesy miasta na zewnątrz) oraz hutman ratuszny (wykonujący przede wszystkim funkcje policyjne). W XVI w. pojawiła się kontrola gospodarki finansowej rady – zobowiązano ją do corocznych rozliczeń przed delegacjami pospólstwa. Z czasem delegacje te zyskały też prawo zabierania głosu w najważniejszych dla miasta sprawach.
W 1776 Komisja Dobrego Porządku zaprowadziła reformę ustroju miasta, m.in. zmniejszając liczbę radnych do 12, spośród których jedynie czterech kolejno (przez kwartał) pełniło funkcję burmistrza. Zasadnicza reforma ustroju nastąpiła jednak w 1791 na mocy ustaw Sejmu Czteroletniego. Powołano wówczas tzw. zgromadzenie miejskie ogólne (złożone z 60 „gminnych” pochodzących z wyboru, przede wszystkim wypowiadało się w kwestii ustanawiania opłat miejskich) i zgromadzenie wydziałowe oraz wybierany przez to ostatnie magistrat, który miał się zająć bieżącym zarządem miasta (składał się z prezydenta, wiceprezydenta, 8 radnych i kasjera). Nowy porządek zaprowadzono w Krakowie wiosną 1792, ale jeszcze w tym samym roku upadł i przywrócono poprzednią radę miejską. Już w 1794 dokonano jednak kolejnej reformy (powołano zgromadzenie gminnych i ławników, pochodzących z wyboru, które wybierało magistrat i kontrolowało jego działalność).
Po 1795 funkcjonowanie rady miejskiej zostało ograniczone. W 1802 powołany został tzw. „wydział miejski”, pochodzący z wyboru. W okresie, gdy Kraków znajdował się w granicach Księstwa Warszawskiego funkcjonowała „rada municypalna”, złożona z członków mianowanych przez króla spośród przedstawionych mu przez zgromadzenia gminne kandydatów. Po Kongresie Wiedeńskim i powstaniu Wolnego Miasta Kraków funkcje rady miejskiej przejęły organy Wolnego Miasta (głównie Senat Rządzący). Po wcieleniu Wolnego Miasta do monarchii Habsburgów w 1846 ponownie utworzono radę miejską (1848, pochodząca z wyboru, pełniąca funkcje uchwałodawcze i wykonawcze). W 1853 rada jako organ samorządu została jednak rozwiązana, a w jej miejsce powołano wydział miejski, którego członkowie pochodzili z nominacji.
Odrodzenie rady miejskiej nastąpiło w 1866 wskutek odchodzenia od centralnego modelu zarządzania państwem (efektem tego było również przyznanie autonomii Galicji). Rada ta była organem samorządu stanowiącym prawo lokalne, decydującym o finansach i mieniu gminy itp. Początkowo liczyła 60 osób, wskutek jednak rozszerzania granic miasta liczba ta stopniowo się powiększała (przed I wojną światową było 103 radnych). Prawo wyboru radnych ograniczone było cenzusem majątkowym i stanowym aż do odzyskania niepodległości w 1918. W 1911 do rady zostało wybranych 83 radnych.
Kolejna reforma (1934) przyniosła m.in. ograniczenie liczby radnych ze 124 do 72. Podczas II wojny światowej rada miejska przestała działać. Jej namiastką była Rada Przyboczna Miasta Krakowa (1939–1941).

## 1945–1990
Po II wojnie światowej rada miejska została odrodzona jako Rada Narodowa Miasta Krakowa (od 1957, w związku z wydzieleniem Krakowa z województwa krakowskiego, Miejska Rada Narodowa w Krakowie). Pierwsze posiedzenie odbyła w styczniu 1945 – jej 12 członków pochodziło z PPR i jej stronnictw sojuszniczych. Stopniowo jej skład poszerzano poprzez powoływanie nowych członków przez partie polityczne zdominowane przez PPR, a następnie PZPR. Rada funkcjonowała wówczas jako organ samorządowy (stanowienie prawa miejscowego, dysponowanie majątkiem i finansami miejskimi, powoływanie prezydenta i zarządu) oraz administracyjny (kontrola urzędów, przedsiębiorstw, instytucji państwowych i samorządowych). Po zniesieniu samorządu terytorialnego w 1950 rada stała się już wyłącznie organem władzy państwowej, zaczęła też koordynować działalność powstałych wówczas rad dzielnicowych. Od 1954 członków Rady wybierano w wyborach powszechnych. Prezydium Rady, kierowane przez przewodniczącego stało się organem zarządzającym i wykonawczym w mieście; w 1973 przywrócono jednak funkcję prezydenta miasta.
Po reformie administracyjnej w 1975 Miejska Rada Narodowa objęła swoim działaniem obszar całego województwa miejskiego krakowskiego, a prezydent przejął także funkcję wojewody.

## Po 1990

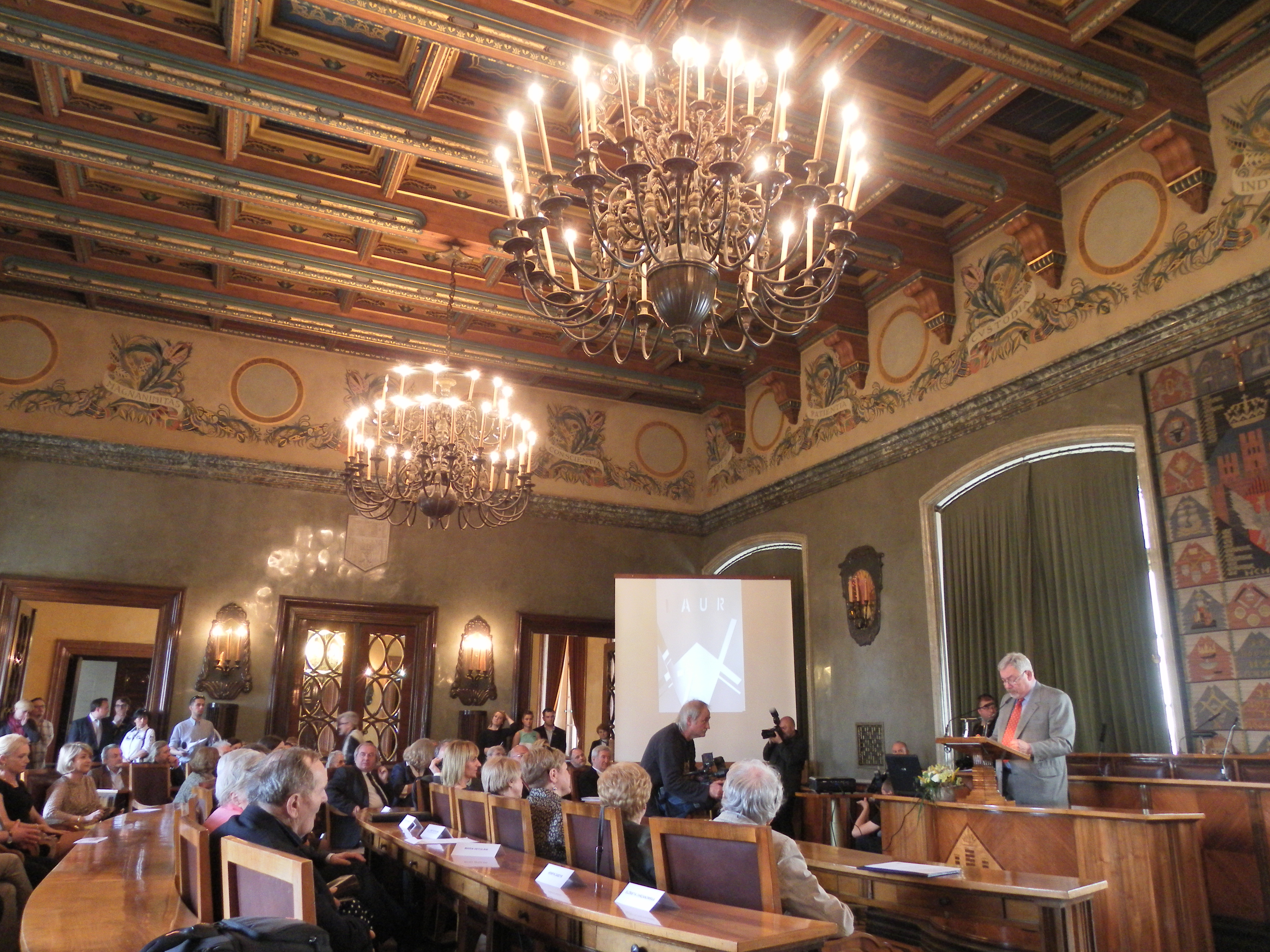
Sala obrad Rady Miasta Krakowa w Pałacu Wielopolskich

W 1990 doszło do odrodzenia samorządowej Rady Miasta Krakowa – zlikwidowana została Rada Narodowa, 27 maja odbyły się wybory samorządowe, a 8 czerwca odbyła się pierwsza jej sesja. Początkowo Rada składała się z 75 radnych, od 2002 składa się z 43 radnych. Radni wybierani są na pięcioletnie kadencje (do 2018 były one czteroletnie). Pracami Rady kieruje wybierany spośród jej członków przewodniczący; Rada powołuje także komisje, do których składu zaprasza też ekspertów z zewnątrz. Rada posiada uprawnienia uchwałodawcze w zakresie prawa lokalnego oraz dysponuje majątkiem i finansami gminnymi, udziela absolutorium prezydentowi miasta. Początkowo także powoływała i odwoływała prezydenta i zarząd miasta (od 2002 prezydent wybierany jest w wyborach powszechnych).
Rada Miasta Krakowa przyznaje honorowe obywatelstwo miasta oraz medal Cracoviae Merenti.

## Wyniki wyborów do Rady Miasta Krakowa I kadencji
| Komitet wyborczy | Komitet wyborczy                                                             | Głosy   | Głosy  | Mandaty | Mandaty |
| Komitet wyborczy | Komitet wyborczy                                                             | Liczba  | %      | Liczba  | %       |
| ---------------- | ---------------------------------------------------------------------------- | ------- | ------ | ------- | ------- |
|                  | Krakowski Komitet Obywatelski „Solidarność”                                  | 188 963 | 73,84  | 73      | 97,33   |
|                  | Konfederacja Polski Niepodległej                                             | 16 197  | 6,33   | 2       | 2,67    |
|                  |                                                                              |         |        |         |         |
|                  | Blok Wyborczy Lewicy                                                         | 11 260  | 4,40   | –       | –       |
|                  | Polskie Stronnictwo Ludowe                                                   | 6750    | 2,64   | –       | –       |
|                  | Blok Wyborczy Młodych – Solidarność                                          | 6039    | 2,36   | –       | –       |
|                  | Blok Centro-Prawicowy                                                        | 4653    | 1,82   | –       | –       |
|                  | Wspólnota Mieszkańców Krakowa                                                | 4171    | 1,63   | –       | –       |
|                  | Blok Prawicy Niepodległościowej „Kontra”                                     | 2716    | 1,06   | –       | –       |
|                  | Krakowskie Forum Demokratyczne                                               | 1668    | 0,65   | –       | –       |
|                  | Stowarzyszenie Ochrony Praw Lokatorów Mieszkań Spółdzielczych w Krakowie     | 1574    | 0,62   | –       | –       |
|                  | Kazimierz Czekaj                                                             | 1183    | 0,46   | –       | –       |
|                  | Małgorzata Stochel                                                           | 872     | 0,34   | –       | –       |
|                  | Kandydaci Mieszkańców                                                        | 820     | 0,32   | –       | –       |
|                  | Samorządy Mieszkańców Wiśniowa – Wieczysta – Prądnik Czerwony                | 694     | 0,27   | –       | –       |
|                  | Lista Obywatelska Samorządu Mieszkańców Osiedli                              | 682     | 0,27   | –       | –       |
|                  | Samorząd Mieszkańców – Nasz Dom                                              | 621     | 0,24   | –       | –       |
|                  | Franciszek Grabczyk                                                          | 468     | 0,18   | –       | –       |
|                  | Porozumienie Komitetów Osiedlowych Samorządu Mieszkańców Osiedli…            | 418     | 0,16   | –       | –       |
|                  | Stanisław Bania                                                              | 374     | 0,15   | –       | –       |
|                  | Jan Dziedzic                                                                 | 253     | 0,10   | –       | –       |
|                  | Janusz Gajda                                                                 | 226     | 0,06   | –       | –       |
|                  | Jerzy Bartke, Leszek Mróz                                                    | 204     | 0,09   | –       | –       |
|                  | Szkolny Związek Sportowy                                                     | 189     | 0,07   | –       | –       |
|                  | Andrzej Łazanowski                                                           | 178     | 0,08   | –       | –       |
|                  | Samorząd Mieszkańców Osiedla Kostrze                                         | 172     | 0,07   | –       | –       |
|                  | Izba Rzemieślnicza                                                           | 154     | 0,07   | –       | –       |
|                  | Towarzystwo Polska-Czechosłowacja i Towarzystwo Przyjaźni Polsko-Francuskiej | 154     | 0,07   | –       | –       |
|                  | Polski Związek Motorowy                                                      | 78      | 0,05   | –       | –       |
|                  | Bez dokonania wyboru                                                         | 4163    | 1,63   | –       | –       |
|                  |                                                                              |         |        |         |         |
| Ogółem           | Ogółem                                                                       | 255 894 | 100,00 | 75      | 100,00  |
| Głosy nieważne   | Głosy nieważne                                                               | 6952    | 2,64   |         |         |
| Frekwencja       | Frekwencja                                                                   | 262 846 | 49,23  |         |         |

| Radni I kadencji | | |                                                                                                |                                                                                                |
| Nr               | Radni wybrani z list poszczególnych komitetów wyborczych (w nawiasach liczba zdobytych głosów) | Radni wybrani z list poszczególnych komitetów wyborczych (w nawiasach liczba zdobytych głosów) | Radni wybrani z list poszczególnych komitetów wyborczych (w nawiasach liczba zdobytych głosów) | Radni wybrani z list poszczególnych komitetów wyborczych (w nawiasach liczba zdobytych głosów) |
| 1                | | Krakowski Komitet Obywatelski „Solidarność” Bogusław Krasnowolski (5716) Andrzej Komorowski (4189) Zbigniew Fijak (2182) Mikołaj Kornecki (2153) Jan Okoński (1977) Stanisław Sobolewski (1805) Małgorzata Walczak (1666) |                                                                                                |                                                                                                |
| 2                | Krakowski Komitet Obywatelski „Solidarność” Kazimierz Rabsztyn (3558) Jan Paluch (3037) Krzysztof Pakoński (2736) Zbigniew Dadak (2610) wakat                                                                                                | |                                                                                                |                                                                                                |
| 3                | Krakowski Komitet Obywatelski „Solidarność” Krzysztof Görlich (5337) Jerzy Szmid (3131) Piotr Kleczkowski (2532) Ewa Bukład (802) Urszula Węglowska (675)                                                                                    | |                                                                                                |                                                                                                |
| 4                | Krakowski Komitet Obywatelski „Solidarność” Władysław Majcher (2600) Wiesława Łukaszewska (1978) Stanisław Więcek (1826) Czesław Niemczyński (1513) Antoni Jasiński (1302)                                                                   | |                                                                                                |                                                                                                |
| 5                | Krakowski Komitet Obywatelski „Solidarność” Stanisław Handzlik (5654) Józef Adamczyk (1710) Cezary Kuleszyński (1511) Barbara Pawluś (1265) Marta Hlawaty (461)                                                                              | |                                                                                                |                                                                                                |
| 6                | Krakowski Komitet Obywatelski „Solidarność” Jan Żelazny (2982) Władysław Wyka (2976) Barbara Bubula (2928) Kazimierz Wójcik (1222) Wanda Zacharewicz-Białowąs (1206)                                                                         | |                                                                                                |                                                                                                |
| 7                | Krakowski Komitet Obywatelski „Solidarność” Janusz Kutyba (7378) Tadeusz Matusz (2199) Zbigniew Przygoda (2028) Piotr Nitecki (1993) Zbigniew Ferczyk (1721) wakat                                                                           | |                                                                                                |                                                                                                |
| 8                | Krakowski Komitet Obywatelski „Solidarność” Jerzy Ronikier (6332) Jerzy Tarnawski (3573) Bogusława Wcisło (2581) Kazimierz Cholewa (1877) Aleksander Braś (1372) Andrzej Załuski (1216)                                                      | | Konfederacja Polski Niepodległej Ryszard Bocian (1138)                                         |                                                                                                |
| 9                | Krakowski Komitet Obywatelski „Solidarność” Michał Garapich (3169) Mieczysław Łabuś (2312) Jerzy Petrus (1859) Janusz Krawczyk (1545) Jerzy Lackowski (1164) Grzegorz Zapiec (884)                                                           | |                                                                                                |                                                                                                |
| 10               | Krakowski Komitet Obywatelski „Solidarność” Joanna Golec (3277) Wojciech Gawarecki (3171) Kazimierz Barczyk (3043) Krystyna Sieniawska (2760) Wojciech Sojka (1904) Marek Cholewka (1880) Stanisław Sroka (1343) Barbara Mirek-Mikuła (1173) | |                                                                                                |                                                                                                |
| 11               | Krakowski Komitet Obywatelski „Solidarność” Tadeusz Kołaczyk (4095) Marek Rostworowski (3785) Kazimierz Trafas (2996) Tomasz Schoen (2887) Marek Czerski (2035)                                                                              | |                                                                                                |                                                                                                |
| 12               | Krakowski Komitet Obywatelski „Solidarność” Stanisław Kuta (5305) Leszek Dzierżanowski (3585) Antoni Dawidowicz (2881) Barbara Hołyńska (1289) wakat                                                                                         | |                                                                                                |                                                                                                |
| 13               | Krakowski Komitet Obywatelski „Solidarność” Andrzej Olesiak (4787) Krystyna Czarniecka (2964) Janusz Płoszaj (2555) Marek Fydrych (2041) Jan Motyka (1466)                                                                                   | | Konfederacja Polski Niepodległej Grzegorz Hajdarowicz (1257)                                   |                                                                                                |
|                  | | |                                                                                                |                                                                                                |

- przewodniczący:
  - Kazimierz Barczyk (1990–1993),
  - Tadeusz Kołaczyk (1993–1994)

## Wyniki wyborów do Rady Miasta Krakowa II kadencji
| Komitet wyborczy | Komitet wyborczy                                         | Głosy   | Głosy  | Głosy | Mandaty | Mandaty | Mandaty |
| Komitet wyborczy | Komitet wyborczy                                         | Liczba  | %      | +/−   | Liczba  | +/−     | %       |
| ---------------- | -------------------------------------------------------- | ------- | ------ | ----- | ------- | ------- | ------- |
|                  | Koalicja Krakowska „Twoje Miasto”                        | 40 433  | 24,84  | –     | 26      | –       | 34,67   |
|                  | Sojusz Lewicy Demokratycznej                             | 23 946  | 14,71  | –     | 18      | –       | 24,00   |
|                  | Samorządny Kraków                                        | 21 353  | 13,12  | –     | 13      | –       | 17,33   |
|                  | Prawica Razem                                            | 15 941  | 9,79   | –     | 10      | –       | 13,33   |
|                  | Bezpartyjny Blok Wspierania Reform                       | 11 377  | 6,99   | –     | 4       | –       | 5,33    |
|                  | Porozumienie Miejskie dla Krakowa                        | 7308    | 4,49   | –     | 1       | –       | 1,33    |
|                  | Porozumienie Mieszkańców „Krakowianie”                   | 5991    | 3,68   | –     | 1       | –       | 1,33    |
|                  | Polskie Zrzeszenie Lokatorów                             | 3668    | 2,25   | –     | 1       | –       | 1,33    |
|                  | Wspólnota Towarzystw Dzielnicy XII                       | 1613    | 0,99   | –     | 1       | –       | 1,33    |
|                  |                                                          |         |        |       |         |         |         |
|                  | Unia Pracy                                               | 6193    | 3,86   | –     | –       | –       | –       |
|                  | Polskie Stronnictwo Ludowe                               | 4592    | 2,86   | 0,25  | –       |         | –       |
|                  | B.W. Sport i Ekologia to Zdrowie                         | 3543    | 2,21   | –     | –       | –       | –       |
|                  | Kraków Miastem dla Ludzi                                 | 2547    | 1,59   | –     | –       | –       | –       |
|                  | Bezpartyjny Blok „Naprzód Kraków”                        | 2094    | 1,30   | –     | –       | –       | –       |
|                  | Kresowianie dla Krakowa                                  | 1483    | 0,92   | –     | –       | –       | –       |
|                  | Zespół „Mieszkańcy i Miasto”                             | 984     | 0,61   | –     | –       | –       | –       |
|                  | Harcerski Komitet „Służba Dziecku”                       | 782     | 0,49   | –     | –       | –       | –       |
|                  | Łagiewnickie Towarzystwo Kulturalne                      | 645     | 0,40   | –     | –       | –       | –       |
|                  | Nowa Demokracja                                          | 617     | 0,38   | –     | –       | –       | –       |
|                  | Polska Partia Ochrony Emerytów                           | 516     | 0,31   | –     | –       | –       | –       |
|                  | KW „Nasza Dzielnica”                                     | 491     | 0,31   | –     | –       | –       | –       |
|                  | Nasza Dzielnica – Bieńczyce-Wzgórza                      | 454     | 0,28   | –     | –       | –       | –       |
|                  | Janusz Płoszaj                                           | 401     | 0,25   | –     | –       | –       | –       |
|                  | Polska Wspólnota Narodowa – Polskie Stronnictwo Narodowe | 383     | 0,24   | –     | –       | –       | –       |
|                  | Anna Maliszewska                                         | 312     | 0,19   | –     | –       | –       | –       |
|                  | Akcja Krakowska „Bezpieczne Miasto”                      | 224     | 0,14   | –     | –       | –       | –       |
|                  | Partia Dziecka                                           | 164     | 0,10   | –     | –       | –       | –       |
|                  | Matylda Selwa                                            | 127     | 0,08   | –     | –       | –       | –       |
|                  | KW Twórców Niezależnych                                  | 115     | 0,05   | –     | –       | –       | –       |
|                  | Stanisław Leśniewicz                                     | 102     | 0,06   | –     | –       | –       | –       |
|                  | ZZFIP Straży Miejskich                                   | 100     | 0,06   | –     | –       | –       | –       |
|                  | Piotr Wujda                                              | 99      | 0,06   | –     | –       | –       | –       |
|                  | Komitet Wyborczy Bezpartyjni Niezależni                  | 88      | 0,05   | –     | –       | –       | –       |
|                  | Mirosław Starczewski                                     | 85      | 0,05   | –     | –       | –       | –       |
|                  | Janusz Lenik                                             | 84      | 0,05   | –     | –       | –       | –       |
|                  | NSKS „Nowa Polska”                                       | 82      | 0,05   | –     | –       | –       | –       |
|                  | Zdzisław Choma                                           | 71      | 0,04   | –     | –       | –       | –       |
|                  | Stanisław Czechowski                                     | 70      | 0,04   | –     | –       | –       | –       |
|                  | Aleksander Gondek                                        | 52      | 0,03   | –     | –       | –       | –       |
|                  | Bez dokonania wyboru                                     | 1397    | 0,86   | 0,77  | –       | –       | –       |
|                  |                                                          |         |        |       |         |         |         |
| Ogółem           | Ogółem                                                   | 160 527 | 100,00 | —     | 75      | —       | 100,00  |
| Głosy nieważne   | Głosy nieważne                                           | 2226    | 1,37   | 1,27  |         |         |         |
| Frekwencja       | Frekwencja                                               | 162 753 | 29,50  | 19,73 |         |         |         |

| Radni II kadencji | | |                                                                                                |                                                                                                |                                                                                                |                                                                                                |                                                                                                |                                                                                                |                                                                                                |                                                                                                |                                                                                                |                                                                                                |
| Nr                | Radni wybrani z list poszczególnych komitetów wyborczych (w nawiasach liczba zdobytych głosów)                    | Radni wybrani z list poszczególnych komitetów wyborczych (w nawiasach liczba zdobytych głosów)                 | Radni wybrani z list poszczególnych komitetów wyborczych (w nawiasach liczba zdobytych głosów) | Radni wybrani z list poszczególnych komitetów wyborczych (w nawiasach liczba zdobytych głosów) | Radni wybrani z list poszczególnych komitetów wyborczych (w nawiasach liczba zdobytych głosów) | Radni wybrani z list poszczególnych komitetów wyborczych (w nawiasach liczba zdobytych głosów) | Radni wybrani z list poszczególnych komitetów wyborczych (w nawiasach liczba zdobytych głosów) | Radni wybrani z list poszczególnych komitetów wyborczych (w nawiasach liczba zdobytych głosów) | Radni wybrani z list poszczególnych komitetów wyborczych (w nawiasach liczba zdobytych głosów) | Radni wybrani z list poszczególnych komitetów wyborczych (w nawiasach liczba zdobytych głosów) | Radni wybrani z list poszczególnych komitetów wyborczych (w nawiasach liczba zdobytych głosów) | Radni wybrani z list poszczególnych komitetów wyborczych (w nawiasach liczba zdobytych głosów) |
| 1                 | | Koalicja Krakowska „Twoje Miasto” Bogusław Krasnowolski (1637) Jerzy Lackowski (1576) Antoni Weyssenhoff (841) |                                                                                                | Prawica Razem Paweł Pytko (948)                                                                |                                                                                                | Polskie Zrzeszenie Lokatorów Ludwika Bonarewicz (491)                                          |                                                                                                | Sojusz Lewicy Demokratycznej Jerzy Rościszewski (674)                                          |                                                                                                |                                                                                                |                                                                                                |                                                                                                |
| 2                 | Koalicja Krakowska „Twoje Miasto” Bogusław Kośmider (1836) Jacek Gruszka (545)                                    | | Sojusz Lewicy Demokratycznej Piotr Zadrąg (574) Krzysztof Stawowy (501)                        |                                                                                                | Prawica Razem Stanisław Żółtek (647)                                                           |                                                                                                |                                                                                                |                                                                                                |                                                                                                |                                                                                                |                                                                                                |                                                                                                |
| 3                 | | Samorządny Kraków Gniewomir Rokosz-Kuczyński (1538) Leszek Kotlarski (462)                                     |                                                                                                | Koalicja Krakowska „Twoje Miasto” Brygida Kuźniak (1070)                                       |                                                                                                | Sojusz Lewicy Demokratycznej Andrzej Mikołajewski (1047)                                       |                                                                                                | Prawica Razem Marianna Kościuszko (452)                                                        |                                                                                                |                                                                                                |                                                                                                |                                                                                                |
| 4                 | | Koalicja Krakowska „Twoje Miasto” Ewa Bielecka (1760) Andrzej Ciepiela (530)                                   |                                                                                                | Sojusz Lewicy Demokratycznej Ryszard Zieliński (1719) Stanisław Kozak (219)                    |                                                                                                | Samorządny Kraków Leopold Zgoda (681)                                                          | Prawica Razem Antoni Kuźniar (595)                                                             |                                                                                                |                                                                                                |                                                                                                |                                                                                                |                                                                                                |
| 5                 | Koalicja Krakowska „Twoje Miasto” Jan Okoński (2193) Zofia Radzikowska (922)                                      | | Samorządny Kraków Stanisław Kuta (560)                                                         |                                                                                                | Sojusz Lewicy Demokratycznej Janusz Gąciarz (1536)                                             | Prawica Razem Leszek Rudnik (519)                                                              |                                                                                                |                                                                                                |                                                                                                |                                                                                                |                                                                                                |                                                                                                |
| 6                 | Koalicja Krakowska „Twoje Miasto” Józef Lassota (3821) Ludwik Górski (521) Paweł Zorski (463)                     | Samorządny Kraków Aleksander Szpunar (540)                                                                     | Sojusz Lewicy Demokratycznej Mieczysław Noworyta (360)                                         |                                                                                                |                                                                                                |                                                                                                |                                                                                                |                                                                                                |                                                                                                |                                                                                                |                                                                                                |                                                                                                |
| 7                 | Koalicja Krakowska „Twoje Miasto” Zbigniew Fijak (921) Zdzisław Trela (733)                                       | | Sojusz Lewicy Demokratycznej Tadeusz Trzmiel (774)                                             |                                                                                                | Wspólnota Towarzystw Dzielnicy XII Małgorzata Radwan-Ballada (616)                             |                                                                                                | Prawica Razem Maria Kret (456)                                                                 |                                                                                                | Samorządny Kraków Jerzy Spolitakiewicz (498)                                                   |                                                                                                |                                                                                                |                                                                                                |
| 8                 | Koalicja Krakowska „Twoje Miasto” Mieczysław Kasztelaniec (623)                                                   | Sojusz Lewicy Demokratycznej Zbigniew Lach (559)                                                               |                                                                                                | Bezpartyjny Blok Wspierania Reform Jerzy Grzymek (484)                                         |                                                                                                | Samorządny Kraków Ryszard Bocian (484)                                                         |                                                                                                | Porozumienie Mieszkańców „Krakowianie” Jerzy Jedliński (307)                                   |                                                                                                |                                                                                                |                                                                                                |                                                                                                |
| 9                 | Koalicja Krakowska „Twoje Miasto” Barbara Mirek-Mikuła (1548) Andrzej Palczewski (1470) Krzysztof Adamczyk (1214) | Sojusz Lewicy Demokratycznej Józef Burkat (523)                                                                |                                                                                                | Prawica Razem Andrzej Kowalczyk (692)                                                          |                                                                                                |                                                                                                |                                                                                                |                                                                                                |                                                                                                |                                                                                                |                                                                                                |                                                                                                |
| 10                | | Samorządny Kraków Marek Cholewka (1118) Kazimierz Barczyk (712)                                                |                                                                                                | Koalicja Krakowska „Twoje Miasto” Andrzej Laskowski (823)                                      |                                                                                                | Sojusz Lewicy Demokratycznej Jerzy Adamik (612)                                                |                                                                                                | Bezpartyjny Blok Wspierania Reform Aleksander Braś (409)                                       |                                                                                                |                                                                                                |                                                                                                |                                                                                                |
| 11                | Samorządny Kraków Wiesława Łukaszewska (959) Stanisław Zięba (716)                                                | | Sojusz Lewicy Demokratycznej Kazimierz Chrzanowski (1120) Stanisław Dulewicz (310)             |                                                                                                | Koalicja Krakowska „Twoje Miasto” Stanisław Handzlik (939) Stanisław Bisztyga (286)            |                                                                                                | Prawica Razem Jerzy Pachota Jajte (552)                                                        |                                                                                                |                                                                                                |                                                                                                |                                                                                                |                                                                                                |
| 12                | | Koalicja Krakowska „Twoje Miasto” Jerzy Fedorowicz (896) Jan Wojas (483)                                       | Sojusz Lewicy Demokratycznej Stanisława Urbaniak (717) Leszek Jasiewicz (380)                  |                                                                                                | Prawica Razem Jacek Pollak (402)                                                               |                                                                                                | Samorządny Kraków Barbara Bubula (1097)                                                        |                                                                                                | Porozumienie Miejskie dla Krakowa Władysław Wyka (457)                                         |                                                                                                | Bezpartyjny Blok Wspierania Reform Marian Zieleniak (532)                                      |                                                                                                |
| 13                | | Sojusz Lewicy Demokratycznej Stanisław Śliwiński (1252) Kazimierz Niedzielski (558)                            |                                                                                                | Koalicja Krakowska „Twoje Miasto” Tadeusz Małek (1000) Jan Franczyk (567)                      |                                                                                                | Samorządny Kraków Jan Żelazny (850)                                                            |                                                                                                | Bezpartyjny Blok Wspierania Reform Aleksander Czarny (517)                                     |                                                                                                | Prawica Razem Zbigniew Kański (514)                                                            |                                                                                                |                                                                                                |
|                   | | |                                                                                                |                                                                                                |                                                                                                |                                                                                                |                                                                                                |                                                                                                |                                                                                                |                                                                                                |                                                                                                |                                                                                                |

- przewodniczący: Stanisław Handzlik (1994–1998)
- skład (kluby radnych w 1998): Twoje Miasto – 21, SLD – 17, Na Rzecz AWS – 16, Samorządny Kraków – 10, UPR – 5, Prawica Razem – 3, radni niezrzeszeni – 3

## Wyniki wyborów do Rady Miasta Krakowa III kadencji
| Komitet wyborczy | Komitet wyborczy                       | Głosy   | Głosy  | Głosy | Mandaty | Mandaty | Mandaty |
| Komitet wyborczy | Komitet wyborczy                       | Liczba  | %      | +/−   | Liczba  | +/−     | %       |
| ---------------- | -------------------------------------- | ------- | ------ | ----- | ------- | ------- | ------- |
|                  | Akcja Wyborcza Solidarność             | 86 929  | 38,59  | –     | 38      | –       | 50,67   |
|                  | Koalicja Unii Wolności, UPR, RIO...    | 48 860  | 21,69  | –     | 18      | –       | 24,00   |
|                  | Sojusz Lewicy Demokratycznej           | 47 032  | 20,88  | 6,17  | 17      | 1       | 22,67   |
|                  | Ruch Patriotyczny Ojczyzna             | 16 802  | 7,46   | –     | 2       | –       | 2,67    |
|                  |                                        |         |        |       |         |         |         |
|                  | Przymierze Społeczne: PSL – UP – KPEiR | 6084    | 2,70   | 4,02  | –       | [ i ]   | –       |
|                  | Krakowskie Porozumienie Mieszkaniowe   | 5870    | 2,61   | –     | –       | –       | –       |
|                  | Otwarty Kraków – O.K.                  | 5636    | 2,50   | –     | –       | –       | –       |
|                  | Chrześcijańska Demokracja              | 4287    | 1,90   | –     | –       | –       | –       |
|                  | Zieloni                                | 1926    | 0,85   | –     | –       | –       | –       |
|                  | Jedność Lokatorów                      | 1256    | 0,56   | –     | –       | –       | –       |
|                  | Związek Nowohucki                      | 235     | 0,10   | –     | –       | –       | –       |
|                  | Czyny a nie Słowa                      | 200     | 0,09   | –     | –       | –       | –       |
|                  | Lepsze Jutro                           | 82      | 0,04   | –     | –       | –       | –       |
|                  | Razem                                  | 65      | 0,03   | –     | –       | –       | –       |
|                  |                                        |         |        |       |         |         |         |
| Ogółem           | Ogółem                                 | 225 264 | 100,00 | —     | 75      | —       | 100,00  |
| Głosy nieważne   | Głosy nieważne                         | 5336    | 2,31   | 0,94  |         |         |         |
| Frekwencja       | Frekwencja                             | 230600  | 41,16  | 11,66 |         |         |         |

| Radni III kadencji | | | |                                                                                                |                                                                                                |                                                                                                |                                                                                                |                                                                                                |
| Nr                 | Radni wybrani z list poszczególnych komitetów wyborczych (w nawiasach liczba zdobytych głosów)                          | Radni wybrani z list poszczególnych komitetów wyborczych (w nawiasach liczba zdobytych głosów)                                            | Radni wybrani z list poszczególnych komitetów wyborczych (w nawiasach liczba zdobytych głosów)     | Radni wybrani z list poszczególnych komitetów wyborczych (w nawiasach liczba zdobytych głosów) | Radni wybrani z list poszczególnych komitetów wyborczych (w nawiasach liczba zdobytych głosów) | Radni wybrani z list poszczególnych komitetów wyborczych (w nawiasach liczba zdobytych głosów) | Radni wybrani z list poszczególnych komitetów wyborczych (w nawiasach liczba zdobytych głosów) | Radni wybrani z list poszczególnych komitetów wyborczych (w nawiasach liczba zdobytych głosów) |
| 1                  | | Akcja Wyborcza Solidarność Paweł Pytko (3365) Jerzy Lackowski (2582) Ryszard Terlecki (2059) Wojciech Obtułowicz (1501) Jan Kotynia (779) | | Koalicja Unii Wolności, UPR, RIO... Bogusław Kośmider (3519) Stanisław Żółtek (950)            |                                                                                                | Sojusz Lewicy Demokratycznej Jan Białczyk (2272) Jan Kozłowski (995)                           |                                                                                                | Ruch Patriotyczny Ojczyzna Andrzej Grodecki (830)                                              |
| 2                  | Akcja Wyborcza Solidarność Bernard Bińczycki (1881) Krzysztof Gurba (1282) Janusz Tworek (954)                          | | Sojusz Lewicy Demokratycznej Andrzej Mikołajewski (1846)                                           |                                                                                                | Koalicja Unii Wolności, UPR, RIO... Brygida Kuźniak (1252)                                     |                                                                                                |                                                                                                |                                                                                                |
| 3                  | Akcja Wyborcza Solidarność Bogumił Nowicki (1532) Bolesław Kosior (1443) Maciej Korkuć (662)                            | Sojusz Lewicy Demokratycznej Stanisław Kozak (2447) Andrzej Bohosiewicz (798)                                                             | Koalicja Unii Wolności, UPR, RIO... Ewa Bielecka (1691)                                            |                                                                                                |                                                                                                |                                                                                                |                                                                                                |                                                                                                |
| 4                  | Akcja Wyborcza Solidarność Paweł Zorski (3072) Piotr Boroń (2425) Jacek Zieliński (1604) Andrzej Wysocki (842)          | | Koalicja Unii Wolności, UPR, RIO... Jan Okoński (3987) Marta Patena (1105) Zofia Radzikowska (697) |                                                                                                | Sojusz Lewicy Demokratycznej Mieczysław Noworyta (753) wakat                                   |                                                                                                |                                                                                                |                                                                                                |
| 5                  | Akcja Wyborcza Solidarność Andrzej Jakubik (2098) Marian Apostoł (1158) Jerzy Grela (1056)                              | Koalicja Unii Wolności, UPR, RIO... Krzysztof Adamczyk (1924) Barbara Mirek-Mikuła (1190)                                                 | Sojusz Lewicy Demokratycznej Józef Burkat (1157)                                                   |                                                                                                |                                                                                                |                                                                                                |                                                                                                |                                                                                                |
| 6                  | Akcja Wyborcza Solidarność Marek Cholewka (1692) Teresa Starmach (1138) Piotr Boliński (818)                            | Koalicja Unii Wolności, UPR, RIO... Zygmunt Włodarczyk (707)                                                                              | Sojusz Lewicy Demokratycznej Wiesław Wójcicki (247)                                                |                                                                                                |                                                                                                |                                                                                                |                                                                                                |                                                                                                |
| 7                  | Akcja Wyborcza Solidarność Jerzy Jedliński (2523) Józef Ratajczak (524) Leszek Krupa (481)                              | | Sojusz Lewicy Demokratycznej Kazimierz Olbrych (1151)                                              |                                                                                                | Koalicja Unii Wolności, UPR, RIO... Kajetan d'Obyrn (1214)                                     |                                                                                                |                                                                                                |                                                                                                |
| 8                  | Akcja Wyborcza Solidarność Małgorzata Radwan-Ballada (3415) Leopold Zgoda (1029) Ewa Wicher (439) wakat                 | | Koalicja Unii Wolności, UPR, RIO... Wojciech Wojtowicz (1346) Grażyna Fijałkowska (709)            |                                                                                                | Sojusz Lewicy Demokratycznej Tadeusz Trzmiel (1934)                                            |                                                                                                |                                                                                                |                                                                                                |
| 9                  | Akcja Wyborcza Solidarność Stanisław Handzlik (2189) Stanisław Zięba (1745) Bogumił Ścirko (979) Józef Ciesielski (864) | | Sojusz Lewicy Demokratycznej Mieczysław Łagosz (1997) Marek Grochal (434)                          |                                                                                                | Koalicja Unii Wolności, UPR, RIO... Stanisław Bisztyga (1599) Marek Hareńczyk (750)            |                                                                                                |                                                                                                |                                                                                                |
| 10                 | Akcja Wyborcza Solidarność Ryszard Stelmachowski (1755) Franciszek Nowak (1370) Michał Świtalski (754)                  | Sojusz Lewicy Demokratycznej Mirosław Myszkowski (1246) Stanisława Urbaniak (705)                                                         | Koalicja Unii Wolności, UPR, RIO... Wanda Zacharewicz-Białowąs (720)                               |                                                                                                | Ruch Patriotyczny Ojczyzna Barbara Bubula (1202)                                               |                                                                                                |                                                                                                |                                                                                                |
| 11                 | Akcja Wyborcza Solidarność Wiesław Misztal (1926) Jan Franczyk (1662) Stanisław Malara (936)                            | Sojusz Lewicy Demokratycznej Stanisław Wasik (1696) Stanisław Śliwiński (841)                                                             | Koalicja Unii Wolności, UPR, RIO... Józef Lassota (2916) Witold Malinowski (246)                   |                                                                                                |                                                                                                |                                                                                                |                                                                                                |                                                                                                |
|                    | | | |                                                                                                |                                                                                                |                                                                                                |                                                                                                |                                                                                                |

- przewodniczący: Stanisław Handzlik (1998–2002)
- skład (kluby radnych w 2002): SLD – 16, Krakowska Wspólnota Samorządowa – 15, Platforma Obywatelska – 14, Przymierze Prawicy – 8, Unia Wolności i Unia Polityki Realnej – 7, Porozumienie Samorządowe „Nowe Miasto” – 6, Komitet Obywatelski Miasta Krakowa – 4, radni niezrzeszeni – 5

Kluby radnych Rady Miasta Krakowa po wyborach w 2006
kolor niebieski: Prawo i Sprawiedliwość, kolor żółty: Platforma Obywatelska, kolor szary: radni niezrzeszeni

Kluby radnych Rady Miasta Krakowa po wyborach w 2010
kolor niebieski: Prawo i Sprawiedliwość, kolor żółty: Platforma Obywatelska, kolor szary: Przyjazny Kraków

Kluby radnych Rady Miasta Krakowa po wyborach w 2014
kolor niebieski: Prawo i Sprawiedliwość, kolor żółty: Platforma Obywatelska, kolor szary: Przyjazny Kraków

Kluby radnych Rady Miasta Krakowa po wyborach w 2018
kolor niebieski: Prawo i Sprawiedliwość, kolor żółty: Koalicja Obywatelska – Platforma .Nowoczesna, kolor szary: Przyjazny Kraków, kolor seledynowy: Kraków dla Mieszkańców

## Wyniki wyborów do Rady Miasta Krakowa IV kadencji
| Komitet wyborczy | Komitet wyborczy                                                        | Głosy   | Głosy  | Głosy | Mandaty | Mandaty | Mandaty |
| Komitet wyborczy | Komitet wyborczy                                                        | Liczba  | %      | +/−   | Liczba  | +/−     | %       |
| ---------------- | ----------------------------------------------------------------------- | ------- | ------ | ----- | ------- | ------- | ------- |
|                  | KKW Sojusz Lewicy Demokratycznej – Unia Pracy                           | 32 945  | 16,87  | 4,01  | 10      | 7       | 23,26   |
|                  | Prawo i Sprawiedliwość                                                  | 33 638  | 17,22  | –     | 9       | –       | 20,93   |
|                  | Liga Polskich Rodzin                                                    | 31 485  | 16,12  | –     | 9       | –       | 20,93   |
|                  | Platforma Obywatelska RP                                                | 26 807  | 13,73  | –     | 7       | –       | 16,28   |
|                  | KWW „Twoje Miasto” Obywatelski Komitet Wyborczy Wyborców Józefa Lassoty | 24 241  | 12,41  | –     | 7       | –       | 16,28   |
|                  | KWW Krakowska Platforma Samorządowa                                     | 12 993  | 6,65   | –     | 1       | –       | 2,33    |
|                  |                                                                         |         |        |       |         |         |         |
|                  | Samoobrona Rzeczpospolitej Polskiej                                     | 7284    | 3,73   | –     | –       | –       | –       |
|                  | Ponadpartyjny KWW „Przyjazny Kraków”                                    | 7026    | 3,60   | –     | –       | –       | –       |
|                  | KWW „Małopolskie Forum Kobiet”                                          | 4716    | 2,41   | –     | –       | –       | –       |
|                  | Krakowskie Porozumienie Mieszkańców                                     | 2592    | 1,33   | –     | –       | –       | –       |
|                  | KWW Zielony Kraków – Miasto Nadziei                                     | 2411    | 1,23   | –     | –       | –       | –       |
|                  | KWW „Samorządna Polska”                                                 | 1639    | 0,84   | –     | –       | –       | –       |
|                  | KWW Profesora Jerzego Vetulaniego                                       | 1585    | 0,81   | –     | –       | –       | –       |
|                  | KWW „Niezależny”                                                        | 1537    | 0,79   | –     | –       | –       | –       |
|                  | KWW Wojciecha Obtułowicza                                               | 1097    | 0,56   | –     | –       | –       | –       |
|                  | KWW Niezależnego Forum Oświaty i Wychowania                             | 1070    | 0,55   | –     | –       | –       | –       |
|                  | KWW „Lokatorzy na rzecz swych praw”                                     | 915     | 0,47   | –     | –       | –       | –       |
|                  | KWW „Legiony Nadziei”                                                   | 319     | 0,16   | –     | –       | –       | –       |
|                  | KWW Przyjaciele Kazimierza                                              | 307     | 0,16   | –     | –       | –       | –       |
|                  | KWW Organizacji Narodu Polskiego                                        | 251     | 0,13   | –     | –       | –       | –       |
|                  | Okręg Polskiego Związku Wędkarskiego w Krakowie                         | 170     | 0,09   | –     | –       | –       | –       |
|                  | Stowarzyszenie Zjednoczonej Europy                                      | 137     | 0,07   | –     | –       | –       | –       |
|                  | KWW Krakowska Koalicja Kobiet                                           | 97      | 0,05   | –     | –       | –       | –       |
|                  | KWW Chrześcijańska Demokracja                                           | 30      | 0,01   | –     | –       | –       | –       |
|                  |                                                                         |         |        |       |         |         |         |
| Ogółem           | Ogółem                                                                  | 195 292 | 100,00 | —     | 43      | 32      | 100,00  |
| Głosy nieważne   | Głosy nieważne                                                          | 6961    | 3,44   | 1,13  |         |         |         |
| Frekwencja       | Frekwencja                                                              | 202 253 | 35,13  | 5,08  |         |         |         |

| Radni IV kadencji |                                                                                                | |                                                                                                |                                                                                                |                                                                                                | |                                                                                                |                                                                                                  |                                                                                                |                                                                                                |                                                                                                |                                                                                                |
| Nr                | Radni wybrani z list poszczególnych komitetów wyborczych (w nawiasach liczba zdobytych głosów) | Radni wybrani z list poszczególnych komitetów wyborczych (w nawiasach liczba zdobytych głosów)                         | Radni wybrani z list poszczególnych komitetów wyborczych (w nawiasach liczba zdobytych głosów) | Radni wybrani z list poszczególnych komitetów wyborczych (w nawiasach liczba zdobytych głosów) | Radni wybrani z list poszczególnych komitetów wyborczych (w nawiasach liczba zdobytych głosów) | Radni wybrani z list poszczególnych komitetów wyborczych (w nawiasach liczba zdobytych głosów)     | Radni wybrani z list poszczególnych komitetów wyborczych (w nawiasach liczba zdobytych głosów) | Radni wybrani z list poszczególnych komitetów wyborczych (w nawiasach liczba zdobytych głosów)   | Radni wybrani z list poszczególnych komitetów wyborczych (w nawiasach liczba zdobytych głosów) | Radni wybrani z list poszczególnych komitetów wyborczych (w nawiasach liczba zdobytych głosów) | Radni wybrani z list poszczególnych komitetów wyborczych (w nawiasach liczba zdobytych głosów) | Radni wybrani z list poszczególnych komitetów wyborczych (w nawiasach liczba zdobytych głosów) |
| 1                 |                                                                                                | Prawo i Sprawiedliwość Paweł Pytko (2333)                                                                              |                                                                                                | KKW Sojusz Lewicy Demokratycznej – Unia Pracy Jan Białczyk (1600)                              |                                                                                                | Liga Polskich Rodzin Stanisław Rachwał (1638)                                                      |                                                                                                | KWW „Twoje Miasto” Obywatelski Komitet Wyborczy Wyborców Józefa Lassoty Bogusław Kośmider (1880) |                                                                                                | Platforma Obywatelska RP Małgorzata Jantos-Birczyńska (1542)                                   |                                                                                                |                                                                                                |
| 2                 |                                                                                                | KKW Sojusz Lewicy Demokratycznej – Unia Pracy Stanisław Kozak (2586) Ryszard Nidecki (531)                             |                                                                                                | Liga Polskich Rodzin Wiesław Misztal (2404) Jan Kowalówka (658)                                |                                                                                                | Prawo i Sprawiedliwość Bolesław Kosior (2317)                                                      |                                                                                                | Platforma Obywatelska RP Andrzej Wysocki (1597)                                                  |                                                                                                | KWW „Twoje Miasto” Obywatelski Komitet Wyborczy Wyborców Józefa Lassoty Brygida Kuźniak (1679) |                                                                                                |                                                                                                |
| 3                 |                                                                                                | Prawo i Sprawiedliwość wakat                                                                                           |                                                                                                | Platforma Obywatelska RP Paweł Zorski (2093)                                                   |                                                                                                | KKW Sojusz Lewicy Demokratycznej – Unia Pracy Adam Udziela (1434)                                  |                                                                                                | KWW „Twoje Miasto” Obywatelski Komitet Wyborczy Wyborców Józefa Lassoty Jan Okoński (1965)       |                                                                                                | Liga Polskich Rodzin Andrzej Stypuła (1447)                                                    |                                                                                                |                                                                                                |
| 4                 |                                                                                                | KWW „Twoje Miasto” Obywatelski Komitet Wyborczy Wyborców Józefa Lassoty Józef Lassota (3467) Elżbieta Łopacińska (306) |                                                                                                | Prawo i Sprawiedliwość Jerzy Grela (1025)                                                      |                                                                                                | Liga Polskich Rodzin Daniel Piechowicz (1658)                                                      |                                                                                                | KKW Sojusz Lewicy Demokratycznej – Unia Pracy Józef Burkat (1584)                                |                                                                                                | Platforma Obywatelska RP Kajetan d'Obyrn (1112)                                                |                                                                                                | KWW Krakowska Platforma Samorządowa Barbara Mirek-Mikuła (788)                                 |
| 5                 |                                                                                                | Platforma Obywatelska RP Małgorzata Radwan-Ballada (1800) Teresa Starmach (821)                                        |                                                                                                | Liga Polskich Rodzin Piotr Doerre (1470)                                                       |                                                                                                | KWW „Twoje Miasto” Obywatelski Komitet Wyborczy Wyborców Józefa Lassoty Grażyna Fijałkowska (1443) | KKW Sojusz Lewicy Demokratycznej – Unia Pracy Zbigniew Lach (1199)                             |                                                                                                  | Prawo i Sprawiedliwość Łukasz Słoniowski (1018)                                                |                                                                                                |                                                                                                |                                                                                                |
| 6                 |                                                                                                | KKW Sojusz Lewicy Demokratycznej – Unia Pracy Mieczysław Łagosz (2086) Marek Grochal (665)                             |                                                                                                | Prawo i Sprawiedliwość Stanisław Zięba (1841) Stanisław Malara (970)                           |                                                                                                | Liga Polskich Rodzin Wiesława Łukaszewska (1243)                                                   |                                                                                                | Platforma Obywatelska RP Stanisław Handzlik (1184)                                               |                                                                                                |                                                                                                |                                                                                                |                                                                                                |
| 7                 |                                                                                                | Prawo i Sprawiedliwość Włodzimierz Pietrus (349) Krystyna Jastrzębska (268)                                            |                                                                                                | Liga Polskich Rodzin Maciej Twaróg (2012) Dariusz Olszówka (1119)                              |                                                                                                | KKW Sojusz Lewicy Demokratycznej – Unia Pracy Mirosław Myszkowski (1594) Sławomir Pietrzyk (815)   |                                                                                                | KWW „Twoje Miasto” Obywatelski Komitet Wyborczy Wyborców Józefa Lassoty Jerzy Fedorowicz (445)   |                                                                                                |                                                                                                |                                                                                                |                                                                                                |
|                   |                                                                                                | |                                                                                                |                                                                                                |                                                                                                | |                                                                                                |                                                                                                  |                                                                                                |                                                                                                |                                                                                                |                                                                                                |

- przewodniczący: Paweł Pytko (2002–2006)
- skład (kluby radnych w 2002): Sojusz Lewicy Demokratycznej i Unia Pracy – 10, Liga Polskich Rodzin – 9, Prawo i Sprawiedliwość – 9, Platforma Obywatelska – 7, Komitet Józefa Lassoty – 7, Krakowska Platforma Samorządowa – 1
- skład (kluby radnych w 2006): Klub Radnych Niezależnych – 11, Platforma Obywatelska – 10, Prawo i Sprawiedliwość – 7, Forum Lewicy Obywatelskiej – 6, Liga Polskich Rodzin – 5, radni niezrzeszeni – 3[10]

## Wyniki wyborów do Rady Miasta Krakowa V kadencji
| Komitet wyborczy | Komitet wyborczy                        | Głosy   | Głosy  | Głosy | Mandaty | Mandaty | Mandaty |
| Komitet wyborczy | Komitet wyborczy                        | Liczba  | %      | +/−   | Liczba  | +/−     | %       |
| ---------------- | --------------------------------------- | ------- | ------ | ----- | ------- | ------- | ------- |
|                  | Platforma Obywatelska RP                | 90 331  | 37,83  | 24,10 | 22      | 15      | 51,16   |
|                  | Prawo i Sprawiedliwość                  | 68 323  | 28,61  | 11,39 | 19      | 10      | 44,19   |
|                  | KWW Jacka Majchrowskiego                | 26 630  | 11,15  | –     | 2       | –       | 4,65    |
|                  |                                         |         |        |       |         |         |         |
|                  | KKW Lewica i Demokraci SLD+SDPL+PD+UP   | 19 217  | 8,05   | 8,82  | –       | 10      | –       |
|                  | Liga Polskich Rodzin                    | 9724    | 4,07   | 12,05 | –       | 9       | –       |
|                  | KWW Lassota                             | 5445    | 2,28   | –     | –       | –       | –       |
|                  | KWW Obrona Praw Emerytów i Rencistów    | 3271    | 1,37   | –     | –       | –       | –       |
|                  | KWW Społeczna Odnowa Samorządowa Kraków | 3005    | 1,26   | –     | –       | –       | –       |
|                  | KWW Bezpieczny Kraków                   | 2060    | 0,86   | 0,60  | –       |         | –       |
|                  | KWW Młodzi Razem                        | 1888    | 0,79   | –     | –       | –       | –       |
|                  | Samoobrona Rzeczpospolitej Polskiej     | 1649    | 0,69   | 3,04  | –       |         | –       |
|                  | KWW Nowa Lewica Demokratyczna           | 1567    | 0,66   | –     | –       | –       | –       |
|                  | KWW Budowa Toru Formuły 1 w Krakowie    | 1277    | 0,53   | –     | –       | –       | –       |
|                  | KWW Sprawiedliwość Biednym i Oszukanym  | 1274    | 0,53   | –     | –       | –       | –       |
|                  | Krakowskie Porozumienie Mieszkańców     | 1147    | 0,48   | –     | –       | –       | –       |
|                  | KWW Małopolska Prawica                  | 524     | 0,22   | –     | –       | –       | –       |
|                  | KWW dla Rozwoju Czyżyn                  | 489     | 0,20   | –     | –       | –       | –       |
|                  | KWW Bezpartyjni dla Krakowa             | 445     | 0,19   | –     | –       | –       | –       |
|                  | KWW Bóg-Honor-Ojczyzna                  | 429     | 0,18   | –     | –       | –       | –       |
|                  | KWW „Wiarygodność”                      | 82      | 0,03   | –     | –       | –       | –       |
|                  |                                         |         |        |       |         |         |         |
| Ogółem           | Ogółem                                  | 238 777 | 100,00 | —     | 43      | —       | 100,00  |
| Głosy nieważne   | Głosy nieważne                          | 7047    | 2,87   | 0,57  |         |         |         |
| Frekwencja       | Frekwencja                              | 245 824 | 42,02  | 6,89  |         |         |         |

| Radni V kadencji | | |                                                                                                |                                                                                                |                                                                                                |                                                                                                |
| Nr               | Radni wybrani z list poszczególnych komitetów wyborczych (w nawiasach liczba zdobytych głosów)                      | Radni wybrani z list poszczególnych komitetów wyborczych (w nawiasach liczba zdobytych głosów)                          | Radni wybrani z list poszczególnych komitetów wyborczych (w nawiasach liczba zdobytych głosów) | Radni wybrani z list poszczególnych komitetów wyborczych (w nawiasach liczba zdobytych głosów) | Radni wybrani z list poszczególnych komitetów wyborczych (w nawiasach liczba zdobytych głosów) | Radni wybrani z list poszczególnych komitetów wyborczych (w nawiasach liczba zdobytych głosów) |
| 1                | | Platforma Obywatelska RP Grzegorz Stawowy (4763) Małgorzata Jantos (2084) Tomasz Bobrowski (1094)                       |                                                                                                | Prawo i Sprawiedliwość Stanisław Rachwał (3910) Wojciech Kozdronkiewicz (1383)                 |                                                                                                |                                                                                                |
| 2                | Platforma Obywatelska RP Paweł Sularz (5662) Janusz Chwajoł (923) Elżbieta Sieja (669) Władysław Harasimowicz (620) | Prawo i Sprawiedliwość Bolesław Kosior (3613) Dariusz Olszówka (2243) Piotr Franaszek (701)                             |                                                                                                |                                                                                                |                                                                                                |                                                                                                |
| 3                | Platforma Obywatelska RP Marta Patena (3250) Paweł Zorski (2015) wakat                                              | Prawo i Sprawiedliwość Agata Tatara (3432) Wojciech Hausner (1568)                                                      |                                                                                                |                                                                                                |                                                                                                |                                                                                                |
| 4                | Platforma Obywatelska RP Paweł Bystrowski (5067) Bogusław Kośmider (2968) Katarzyna Migacz (1370) Iga Lipiec (953)  | Prawo i Sprawiedliwość Mirosław Gilarski (5203) Krzysztof Sułowski (2007) Marta Suter (1704)                            |                                                                                                | KWW Jacka Majchrowskiego Barbara Mirek-Mikuła (886)                                            |                                                                                                |                                                                                                |
| 5                | Platforma Obywatelska RP Łukasz Osmenda (3235) Małgorzata Radwan-Ballada (2272) Grażyna Fijałkowska (1834)          | Prawo i Sprawiedliwość Daniel Piechowicz (759) Łukasz Słoniowski (639)                                                  | KWW Jacka Majchrowskiego Zygmunt Włodarczyk (823)                                              |                                                                                                |                                                                                                |                                                                                                |
| 6                | Platforma Obywatelska RP Bartłomiej Garda (2464) Stanisław Zięba (1808) Jerzy Woźniakiewicz (1658)                  | Prawo i Sprawiedliwość Józef Pilch (2445) Jakub Bator (1775) Piotr Wiszniewski (1457)                                   |                                                                                                |                                                                                                |                                                                                                |                                                                                                |
| 7                | | Prawo i Sprawiedliwość Włodzimierz Pietrus (4314) Jan Franczyk (1588) Marek Stelmachowski (934) Stanisław Maranda (721) |                                                                                                | Platforma Obywatelska RP Jerzy Fedorowicz (3389) Jerzy Połomski (2814)                         |                                                                                                |                                                                                                |
|                  | | |                                                                                                |                                                                                                |                                                                                                |                                                                                                |

- przewodniczący:
  - Paweł Klimowicz (2006–2007)
  - Małgorzata Radwan-Ballada (2007–2009)
  - Józef Pilch (2009–2010)
- skład (kluby radnych w 2006): Platforma Obywatelska – 22, Prawo i Sprawiedliwość – 19, radni niezrzeszeni – 2
- skład (kluby radnych w 2010): Platforma Obywatelska – 16, Prawo i Sprawiedliwość – 17, radni niezrzeszeni – 8

## Wyniki wyborów do Rady Miasta Krakowa VI kadencji
| Komitet wyborczy | Komitet wyborczy                                                 | Głosy   | Głosy  | Głosy | Mandaty | Mandaty | Mandaty |
| Komitet wyborczy | Komitet wyborczy                                                 | Liczba  | %      | +/−   | Liczba  | +/−     | %       |
| ---------------- | ---------------------------------------------------------------- | ------- | ------ | ----- | ------- | ------- | ------- |
|                  | Platforma Obywatelska RP                                         | 103 370 | 42,39  | 4,56  | 24      | 2       | 55,81   |
|                  | Prawo i Sprawiedliwość                                           | 65 694  | 26,94  | 1,67  | 12      | 7       | 27,91   |
|                  | KWW Jacka Majchrowskiego                                         | 35 758  | 14,66  | 3,51  | 7       | 5       | 16,28   |
|                  |                                                                  |         |        |       |         |         |         |
|                  | Sojusz Lewicy Demokratycznej                                     | 18 775  | 7,70   | 0,35  | –       | [ ai ]  | –       |
|                  | KWW Ruch Wyborców Janusza Korwin-Mikke                           | 7013    | 2,88   | –     | –       | –       | –       |
|                  | KWW Prawica Razem Wspólnota Samorządowa                          | 4770    | 1,96   | –     | –       | –       | –       |
|                  | Krakowskie Porozumienie Mieszkańców                              | 2637    | 1,08   | 0,60  | –       |         | –       |
|                  | Stowarzyszenie Krakowska Grupa Inicjatywna Obrony Praw Lokatorów | 2603    | 1,07   | –     | –       | –       | –       |
|                  | KWW Sprawiedliwy Kraków                                          | 1623    | 0,67   | –     | –       | –       | –       |
|                  | KWW „Młody Kraków”                                               | 1328    | 0,54   | –     | –       | –       | –       |
|                  | KWW Obrony Praw Człowieka                                        | 302     | 0,12   | –     | –       | –       | –       |
|                  |                                                                  |         |        |       |         |         |         |
| Ogółem           | Ogółem                                                           | 243 873 | 100,00 | —     | 43      | —       | 100,00  |
| Głosy nieważne   | Głosy nieważne                                                   | 9133    | 3,61   | 0,74  |         |         |         |
| Frekwencja       | Frekwencja                                                       | 253 006 | 43,17  | 1,15  |         |         |         |

| Radni VI kadencji | | |                                                                                                |                                                                                                |                                                                                                |                                                                                                |
| Nr                | Radni wybrani z list poszczególnych komitetów wyborczych (w nawiasach liczba zdobytych głosów)                             | Radni wybrani z list poszczególnych komitetów wyborczych (w nawiasach liczba zdobytych głosów)                        | Radni wybrani z list poszczególnych komitetów wyborczych (w nawiasach liczba zdobytych głosów) | Radni wybrani z list poszczególnych komitetów wyborczych (w nawiasach liczba zdobytych głosów) | Radni wybrani z list poszczególnych komitetów wyborczych (w nawiasach liczba zdobytych głosów) | Radni wybrani z list poszczególnych komitetów wyborczych (w nawiasach liczba zdobytych głosów) |
| 1                 | | Platforma Obywatelska RP Małgorzata Jantos (5141) Grzegorz Stawowy (3038) Jerzy Sonik (2797) Magdalena Bassara (1301) |                                                                                                | Prawo i Sprawiedliwość Agata Tatara (4267) Stanisław Rachwał (2298)                            |                                                                                                | KWW Jacka Majchrowskiego Jerzy Friediger (1848)                                                |
| 2                 | Platforma Obywatelska RP Teodozja Maliszewska (5545) Dominik Jaśkowiec (3603) Paweł Ścigalski (1947) Janusz Chwałoj (1588) | Prawo i Sprawiedliwość Bolesław Kosior (1532) Adam Kalita (353)                                                       | KWW Jacka Majchrowskiego Anna Prokop-Staszecka (2058)                                          |                                                                                                |                                                                                                |                                                                                                |
| 3                 | Platforma Obywatelska RP Marta Patena (3592) Paweł Węgrzyn (2860) Andrzej Hawranek (2323) Patrick den Bult (2191)          | Prawo i Sprawiedliwość Mirosław Gilarski (4766)                                                                       | KWW Jacka Majchrowskiego Rafał Komarewicz (326)                                                |                                                                                                |                                                                                                |                                                                                                |
| 4                 | Platforma Obywatelska RP Bogusław Kośmider (5331) Andżelika Wojciechowska (1823) Sławomir Ptaszkiewicz (1072)              | Prawo i Sprawiedliwość Ryszard Kapuściński (3393)                                                                     | KWW Jacka Majchrowskiego Adam Migdał (2175)                                                    |                                                                                                |                                                                                                |                                                                                                |
| 5                 | Platforma Obywatelska RP Grażyna Fijałkowska (4940) Katarzyna Pabian (2500) Wojciech Wojtowicz (1150)                      | Prawo i Sprawiedliwość Krzysztof Durek (2807) Marcin Szymański (1181)                                                 | KWW Jacka Majchrowskiego Anna Mroczek (987)                                                    |                                                                                                |                                                                                                |                                                                                                |
| 6                 | Platforma Obywatelska RP Jerzy Woźniakiewicz (2396) Marek Hohenauer (2277) Stanisław Zięba (1980)                          | Prawo i Sprawiedliwość Józef Pilch (4861) Barbara Nowak (1459)                                                        | KWW Jacka Majchrowskiego Bartłomiej Garda (1423)                                               |                                                                                                |                                                                                                |                                                                                                |
| 7                 | Platforma Obywatelska RP Jerzy Fedorowicz (3696) Tomasz Urynowicz (1948) Robert Pajdo (1784)                               | Prawo i Sprawiedliwość Włodzimierz Pietrus (3169) Edward Porębski (1885)                                              | KWW Jacka Majchrowskiego Sławomir Pietrzyk (1697)                                              |                                                                                                |                                                                                                |                                                                                                |
|                   | | |                                                                                                |                                                                                                |                                                                                                |                                                                                                |

- przewodniczący: Bogusław Kośmider (2010–2014)
- skład (kluby radnych w 2010): Platforma Obywatelska – 24, Prawo i Sprawiedliwość – 12, Przyjazny Kraków (komitet Jacka Majchrowskiego) – 7
- skład (kluby radnych w 2014): Platforma Obywatelska – 22, Prawo i Sprawiedliwość – 10, Przyjazny Kraków (komitet Jacka Majchrowskiego) – 7, radni niezrzeszeni – 4

## Wyniki wyborów do Rady Miasta Krakowa VII kadencji
| Komitet wyborczy | Komitet wyborczy                              | Głosy   | Głosy  | Głosy | Mandaty | Mandaty | Mandaty |
| Komitet wyborczy | Komitet wyborczy                              | Liczba  | %      | +/−   | Liczba  | +/−     | %       |
| ---------------- | --------------------------------------------- | ------- | ------ | ----- | ------- | ------- | ------- |
|                  | Prawo i Sprawiedliwość                        | 75 870  | 33,15  | 6,21  | 19      | 7       | 44,19   |
|                  | Platforma Obywatelska RP                      | 74 703  | 32,64  | 9,75  | 18      | 6       | 41,86   |
|                  | KWW Jacka Majchrowskiego                      | 30 660  | 13,40  | 1,26  | 6       | 1       | 13,95   |
|                  |                                               |         |        |       |         |         |         |
|                  | KWW Kraków Przeciw Igrzyskom                  | 15 403  | 6,73   | –     | –       | –       | –       |
|                  | KWW Nowa Prawica – Kraków                     | 12 692  | 5,55   | –     | –       | –       | –       |
|                  | KWW Łukasza Gibały „Kraków Miastem dla Ludzi” | 9073    | 3,96   | –     | –       | –       | –       |
|                  | KWW Obrona Praw Emerytów Rencistów Lokatorów  | 4573    | 2,00   | –     | –       | –       | –       |
|                  | KWW Sławomira Ptaszkiewicza – Kraków na 100%  | 4481    | 1,96   | –     | –       | –       | –       |
|                  | KWW Obywatele Krakowa                         | 1312    | 0,57   | –     | –       | –       | –       |
|                  | Partia Libertariańska                         | 97      | 0,04   | –     | –       | –       | –       |
|                  |                                               |         |        |       |         |         |         |
| Ogółem           | Ogółem                                        | 228 864 | 100,00 | —     | 43      | —       | 100,00  |
| Głosy nieważne   | Głosy nieważne                                | 16 835  | 6,85   | 4,03  |         |         |         |
| Frekwencja       | Frekwencja                                    | 245 699 | 41,91  | 3,24  |         |         |         |

| Radni VII kadencji |                                                                                                 | |                                                                                                |                                                                                                |                                                                                                |                                                                                                |
| Nr                 | Radni wybrani z list poszczególnych komitetów wyborczych (w nawiasach liczba zdobytych głosów)  | Radni wybrani z list poszczególnych komitetów wyborczych (w nawiasach liczba zdobytych głosów)                      | Radni wybrani z list poszczególnych komitetów wyborczych (w nawiasach liczba zdobytych głosów) | Radni wybrani z list poszczególnych komitetów wyborczych (w nawiasach liczba zdobytych głosów) | Radni wybrani z list poszczególnych komitetów wyborczych (w nawiasach liczba zdobytych głosów) | Radni wybrani z list poszczególnych komitetów wyborczych (w nawiasach liczba zdobytych głosów) |
| 1                  |                                                                                                 | Platforma Obywatelska RP Andrzej Hawranek (3080) Aleksander Miszalski (2268) Anna Szybist (1401)                    |                                                                                                | Prawo i Sprawiedliwość Stanisław Rachwał (1239) Łukasz Słoniowski (929)                        |                                                                                                |                                                                                                |
| 2                  | Platforma Obywatelska RP Dominik Jaśkowiec (4356) Małgorzata Jantos (1579)                      | Prawo i Sprawiedliwość Adam Kalita (1557) Dariusz Wicher (765)                                                      |                                                                                                | KWW Jacka Majchrowskiego Łukasz Wantuch (675)                                                  |                                                                                                |                                                                                                |
| 3                  | Platforma Obywatelska RP Grzegorz Stawowy (4405) Jakub Kosek (3260) Teodozja Maliszewska (1864) | Prawo i Sprawiedliwość Bolesław Kosior (4563) Agata Tatara (1639)                                                   | KWW Jacka Majchrowskiego Anna Prokop-Staszecka (1506)                                          |                                                                                                |                                                                                                |                                                                                                |
| 4                  |                                                                                                 | Prawo i Sprawiedliwość Mirosław Gilarski (1711) Ryszard Kapuściński (1088) Józef Jałocha (761) Jakub Seraczyn (695) |                                                                                                | Platforma Obywatelska RP Marta Patena (5612) Bogusław Kośmider (4125) Jerzy Popiel (838)       | KWW Jacka Majchrowskiego Rafał Komarewicz (588)                                                |                                                                                                |
| 5                  | Prawo i Sprawiedliwość Krzysztof Durek (3098) Mariusz Kękuś (1691) Aleksandra Chrabąszcz (1619) | Platforma Obywatelska RP Grażyna Fijałkowska (2896) Wojciech Wojtowicz (2446) Katarzyna Pabian (1375)               | KWW Jacka Majchrowskiego Adam Migdał (830)                                                     |                                                                                                |                                                                                                |                                                                                                |
| 6                  | Prawo i Sprawiedliwość Michał Drewnicki (1684) Andrzej Mazur (1106) Adam Grelecki (469)         | Platforma Obywatelska RP Wojciech Krzysztonek (2062) Stanisław Zięba (2061)                                         | KWW Jacka Majchrowskiego Kazimierz Chrzanowski (998)                                           |                                                                                                |                                                                                                |                                                                                                |
| 7                  | Prawo i Sprawiedliwość Włodzimierz Pietrus (3546) Edward Porębski (1930) Jan Franczyk (1583)    | Platforma Obywatelska RP Tomasz Urynowicz (2976) Teresa Kwiatkowska (939)                                           | KWW Jacka Majchrowskiego Sławomir Pietrzyk (1288)                                              |                                                                                                |                                                                                                |                                                                                                |
|                    |                                                                                                 | |                                                                                                |                                                                                                |                                                                                                |                                                                                                |

- przewodniczący: Bogusław Kośmider (2014–2018)
- skład (kluby radnych w 2014): Prawo i Sprawiedliwość – 19, Platforma Obywatelska – 18, Przyjazny Kraków (komitet Jacka Majchrowskiego) – 6
- skład (kluby radnych w 2018): Prawo i Sprawiedliwość – 21, Platforma Obywatelska – 14, Przyjazny Kraków (komitet Jacka Majchrowskiego) – 6, radni niezrzeszeni – 2[14]

## Wyniki wyborów do Rady Miasta Krakowa VIII kadencji
| Komitet wyborczy | Komitet wyborczy                              | Głosy   | Głosy  | Głosy | Mandaty | Mandaty | Mandaty |
| Komitet wyborczy | Komitet wyborczy                              | Liczba  | %      | +/−   | Liczba  | +/−     | %       |
| ---------------- | --------------------------------------------- | ------- | ------ | ----- | ------- | ------- | ------- |
|                  | KWW Jacka Majchrowskiego – Obywatelski Kraków | 143 883 | 43,65  | –     | 23      | –       | 53,49   |
|                  | Prawo i Sprawiedliwość                        | 98 305  | 29,82  | 3,33  | 16      | 3       | 37,21   |
|                  | KWW Łukasza Gibały „Kraków dla Mieszkańców”   | 41 953  | 12,73  | –     | 4       | –       | 9,30    |
|                  |                                               |         |        |       |         |         |         |
|                  | KWW Kukiz’15                                  | 13 204  | 4,01   | –     | –       | –       | –       |
|                  | KWW Razem dla Krakowa                         | 10 268  | 3,11   | –     | –       | –       | –       |
|                  | KWW „Nowoczesny Kraków” Konrada Berkowicza    | 10 024  | 3,04   | –     | –       | –       | –       |
|                  | KWW Bezpartyjni Samorządowcy                  | 9576    | 2,90   | –     | –       | –       | –       |
|                  | KWW Prądnik Biały Nasza Dzielnica             | 1828    | 0,55   | –     | –       | –       | –       |
|                  | KWW Nasz Kraków Grzegorza Gorczycy            | 620     | 0,19   | –     | –       | –       | –       |
|                  |                                               |         |        |       |         |         |         |
| Ogółem           | Ogółem                                        | 329 661 | 100,00 | —     | 43      | —       | 100,00  |
| Głosy nieważne   | Głosy nieważne                                | 9565    | 2,82   | 4,03  |         |         |         |
| Frekwencja       | Frekwencja                                    | 339 226 | 58,41  | 16,50 |         |         |         |

| Radni VIII kadencji | | |                                                                                                | |                                                                                                |                                                                                                |
| Nr                  | Radni wybrani z list poszczególnych komitetów wyborczych (w nawiasach liczba zdobytych głosów)                                                      | Radni wybrani z list poszczególnych komitetów wyborczych (w nawiasach liczba zdobytych głosów)                                              | Radni wybrani z list poszczególnych komitetów wyborczych (w nawiasach liczba zdobytych głosów) | Radni wybrani z list poszczególnych komitetów wyborczych (w nawiasach liczba zdobytych głosów)                          | Radni wybrani z list poszczególnych komitetów wyborczych (w nawiasach liczba zdobytych głosów) | Radni wybrani z list poszczególnych komitetów wyborczych (w nawiasach liczba zdobytych głosów) |
| 1                   | | KWW Jacka Majchrowskiego – Obywatelski Kraków Dominik Jaśkowiec (11 561) Małgorzata Jantos (5347) Łukasz Wantuch (3100) Tomasz Daros (1470) |                                                                                                | Prawo i Sprawiedliwość Mariusz Kękuś (6522) Adam Kalita (2677)                                                          |                                                                                                | KWW Łukasza Gibały „Kraków dla Mieszkańców” Łukasz Maślona (3002)                              |
| 2                   | KWW Jacka Majchrowskiego – Obywatelski Kraków Jakub Kosek (10 030) Anna Prokop-Staszecka (5768) Grzegorz Stawowy (3719) Teodozja Maliszewska (1822) | Prawo i Sprawiedliwość Bolesław Kosior (5992) Agata Tatara (1903)                                                                           |                                                                                                | |                                                                                                |                                                                                                |
| 3                   | KWW Jacka Majchrowskiego – Obywatelski Kraków Andrzej Hawranek (2929) Iwona Chamielec (2295) Bogdan Smok (1717)                                     | Prawo i Sprawiedliwość Jerzy Zięty (4914) Marek Sobieraj (2035)                                                                             |                                                                                                | KWW Łukasza Gibały „Kraków dla Mieszkańców” Łukasz Gibała (7683)                                                        |                                                                                                |                                                                                                |
| 4                   | KWW Jacka Majchrowskiego – Obywatelski Kraków Adam Migdał (4608) Michał Starobrat (3403) Dominik Homa (1300)                                        | Prawo i Sprawiedliwość Krzysztof Sułowski (5345) Józef Jałocha (2823)                                                                       | KWW Łukasza Gibały „Kraków dla Mieszkańców” Jan Pietras (2291)                                 | |                                                                                                |                                                                                                |
| 5                   | KWW Jacka Majchrowskiego – Obywatelski Kraków Artur Buszek (3927) Jacek Bednarz (3652) Grażyna Fijałkowska (3309)                                   | Prawo i Sprawiedliwość Małgorzata Kot (5073) Aleksandra Dziedzic (2475)                                                                     | KWW Łukasza Gibały „Kraków dla Mieszkańców” Alicja Szczepańska (2721)                          | |                                                                                                |                                                                                                |
| 6                   | KWW Jacka Majchrowskiego – Obywatelski Kraków Kazimierz Chrzanowski (5560) Wojciech Krzysztonek (4576) Łukasz Sęk (2673)                            | Prawo i Sprawiedliwość Michał Drewnicki (7276) Renata Kucharska (2352) Stanisław Zięba (2265)                                               |                                                                                                | |                                                                                                |                                                                                                |
| 7                   | | Prawo i Sprawiedliwość Włodzimierz Pietrus (5450) Stanisław Moryc (2104) Edward Porębski (2062)                                             |                                                                                                | KWW Jacka Majchrowskiego – Obywatelski Kraków Sławomir Pietrzyk (1774) Bogumiła Drabik (1014) Jerzy Woźniakiewicz (753) |                                                                                                |                                                                                                |
|                     | | |                                                                                                | |                                                                                                |                                                                                                |

- przewodniczący:
  - Dominik Jaśkowiec (2018–2022)[16][17]
  - Rafał Komarewicz (2022–2023)[18]

- skład (kluby radnych w 2018): Prawo i Sprawiedliwość – 16, Platforma.Nowoczesna Koalicja Obywatelska – 14, Przyjazny Kraków (komitet Jacka Majchrowskiego) – 9, Kraków dla Mieszkańców (komitet Łukasza Gibały) – 4[19]. W trakcie kadencji liczebność klubów i ich członków uległa zmianie. W 2022 r. radni miasta Krakowa zasiadali w następujących klubach: Prawo i Sprawiedliwość: 15, Platforma – Koalicja Obywatelska: 11, Przyjazny Kraków: 9, Kraków dla Mieszkańców: 3, Nowoczesny Kraków (.Nowoczesna) – 3, radni niezrzeszeni: 2[20]

## Wyniki wyborów do Rady Miasta Krakowa IX kadencji
| Komitet wyborczy | Komitet wyborczy                            | Głosy   | Głosy  | Głosy | Mandaty | Mandaty | Mandaty |
| Komitet wyborczy | Komitet wyborczy                            | Liczba  | %      | +/−   | Liczba  | +/−     | %       |
| ---------------- | ------------------------------------------- | ------- | ------ | ----- | ------- | ------- | ------- |
|                  | Koalicja Obywatelska                        | 118 641 | 40,11  | –     | 24      | –       | 55,81   |
|                  | Prawo i Sprawiedliwość                      | 68 615  | 23,20  | 6,62  | 12      | 4       | 27,91   |
|                  | KWW Łukasza Gibały „Kraków dla Mieszkańców” | 46 012  | 15,56  | 2,83  | 7       | 3       | 16,28   |
|                  |                                             |         |        |       |         |         |         |
|                  | KWW Rafała Komarewicza Trzecia Droga        | 18 430  | 6,23   | –     | –       | –       | –       |
|                  | Konfederacja i Bezpartyjni Samorządowcy     | 17 753  | 6,00   | –     | –       | –       | –       |
|                  | KWW Andrzeja Kuliga „Ku przyszłości”        | 14 264  | 4,82   | –     | –       | –       | –       |
|                  | KWW Stanisława Mazura                       | 7 105   | 2,40   | –     | –       | –       | –       |
|                  | KWW Zjednoczeni dla Krakowa                 | 3 487   | 1,18   | –     | –       | –       | –       |
|                  | KWW Samorządny Kraków                       | 1 467   | 0,50   | –     | –       | –       | –       |
|                  |                                             |         |        |       |         |         |         |
| Ogółem           | Ogółem                                      | 295 774 | 100,00 | —     | 43      | —       | 100,00  |
| Głosy nieważne   | Głosy nieważne                              | 3878    | 1,29   | 1,53  |         |         |         |
| Frekwencja       | Frekwencja                                  | 299 652 | 51,79  | 6,62  |         |         |         |

| Radni IX kadencji | | |                                                                                                |                                                                                                |                                                                                                |                                                                                                |
| Nr                | Radni wybrani z list poszczególnych komitetów wyborczych (w nawiasach liczba zdobytych głosów)                         | Radni wybrani z list poszczególnych komitetów wyborczych (w nawiasach liczba zdobytych głosów)                  | Radni wybrani z list poszczególnych komitetów wyborczych (w nawiasach liczba zdobytych głosów) | Radni wybrani z list poszczególnych komitetów wyborczych (w nawiasach liczba zdobytych głosów) | Radni wybrani z list poszczególnych komitetów wyborczych (w nawiasach liczba zdobytych głosów) | Radni wybrani z list poszczególnych komitetów wyborczych (w nawiasach liczba zdobytych głosów) |
| 1                 | | Koalicja Obywatelska Anna Bałdyga (3466) Piotr Moskała (2369) Grzegorz Stawowy (1507) Bartłomiej Kocurek (1148) |                                                                                                | Prawo i Sprawiedliwość Agnieszka Paderewska (5524)                                             |                                                                                                | KWW Łukasza Gibały „Kraków dla Mieszkańców” Łukasz Maślona (2509)                              |
| 2                 | Koalicja Obywatelska Jakub Kosek (11 716) Grzegorz Stawowy (3944) Joanna Hańderek (1013) wakat                         | Prawo i Sprawiedliwość Maciej Michałowski (4673)                                                                | KWW Łukasza Gibały „Kraków dla Mieszkańców” Aleksandra Owca (3630)                             |                                                                                                |                                                                                                |                                                                                                |
| 3                 | Koalicja Obywatelska Iwona Chamielec (7619) Tomasz Daros (6349) Renata Piętka (1434) Agnieszka Łętocha (1207)          | Prawo i Sprawiedliwość Michał Ciechowski (3748) Marek Sobieraj (1915)                                           | KWW Łukasza Gibały „Kraków dla Mieszkańców” Łukasz Gibała (4423)                               |                                                                                                |                                                                                                |                                                                                                |
| 4                 | Koalicja Obywatelska Małgorzata Potocka (6257) Bogusław Kośmider (3351) Agnieszka Pogoda-Tota (2960)                   | Prawo i Sprawiedliwość Krzysztof Sułkowski (4840) Mariusz Kękuś (2804)                                          | KWW Łukasza Gibały „Kraków dla Mieszkańców” Michał Starobrat (3237)                            |                                                                                                |                                                                                                |                                                                                                |
| 5                 | Koalicja Obywatelska Zbigniew Kożuch (5252) Grażyna Fijałkowska (3152) Alicja Szczepańska (2944) Tomasz Leśniak (2084) | Prawo i Sprawiedliwość Małgorzata Kot (4371) Aleksandra Witek (2569)                                            | KWW Łukasza Gibały „Kraków dla Mieszkańców” Rafał Zawiślak (3182)                              |                                                                                                |                                                                                                |                                                                                                |
| 6                 | Koalicja Obywatelska Łukasz Sęk (6184) Edyta Sikora (3340) Marek Hohenauer (2821)                                      | Prawo i Sprawiedliwość Michał Drewnicki (7014) Renata Kucharska (2783)                                          | KWW Łukasza Gibały „Kraków dla Mieszkańców” Rafał Nowak (1855)                                 |                                                                                                |                                                                                                |                                                                                                |
| 7                 | Koalicja Obywatelska Bogumiła Drabik (4503) Magdalena Mazurkiewicz (2085)                                              | Prawo i Sprawiedliwość Włodzimierz Pietrus (4269) Edward Porębski (1974)                                        | KWW Łukasza Gibały „Kraków dla Mieszkańców” Eliza Dydyńska-Czesak (1397)                       |                                                                                                |                                                                                                |                                                                                                |
|                   | | |                                                                                                |                                                                                                |                                                                                                |                                                                                                |

- przewodniczący:
  - Jakub Kosek (od 2024)[22][23]

### Okręgi wyborcze
Rada Miasta Krakowa jest wybierana w 7 okręgach wyborczych (podział obowiązujący od 2024 r.):
- Okręg nr 1: Dzielnica I Stare Miasto, Dzielnica II Grzegórzki, Dzielnica III Prądnik Czerwony – 6 radnych
- Okręg nr 2: Dzielnica IV Prądnik Biały, Dzielnica V Krowodrza – 6 radnych
- Okręg nr 3: Dzielnica VI Bronowice, Dzielnica VII Zwierzyniec, Dzielnica VIII Dębniki – 7 radnych
- Okręg nr 4: Dzielnica IX Łagiewniki-Borek Fałęcki, Dzielnica X Swoszowice, Dzielnica XI Podgórze Duchackie – 6 radnych
- Okręg nr 5: Dzielnica XII Bieżanów-Prokocim, Dzielnica XIII Podgórze – 7 radnych
- Okręg nr 6: Dzielnica XIV Czyżyny, Dzielnica XV Mistrzejowice, Dzielnica XVII Wzgórza Krzesławickie – 6 radnych
- Okręg nr 7: Dzielnica XVI Bieńczyce, Dzielnica XVIII Nowa Huta – 5 radnych[25]